# Agrotis forsteri
Agrotis forsteri är en fjärilsart som beskrevs av Köhler 1968. Agrotis forsteri ingår i släktet Agrotis och familjen nattflyn. Inga underarter finns listade i Catalogue of Life.